# Смирнов Олександр Іванович
Олександр Іванович Смирнов (27 червня 1912, село Бичиха Костромської губернії, тепер Шар'їнського району Костромської області, Російська Федерація — 25 вересня 1997, місто Москва) — радянський діяч, 1-й секретар Читинського обласного комітету КПРС, голова Читинського облвиконкому, надзвичайний і повноважний посол СРСР у Монгольській Народній Республіці. Кандидат у члени ЦК КПРС у 1961—1986 роках. Депутат Верховної ради Російської РФСР 4—5-го скликань. Депутат Верховної Ради СРСР 6—8-го скликань.

## Життєпис
Народився в родині селянина-середняка.
З вересня 1928 по квітень 1931 року навчався в Кологривському сільськогосподарському технікумі Нижньогородського краю.
У квітні 1931 — січні 1932 року — дільничний агроном Красно-Маровської дільниці Спаської районної колгоспспілки Нижньогородського краю. У січні — вересні 1932 року — старший зоотехнік Спаської районної колгоспспілки Нижньогородського краю.
У вересні 1932 — червні 1933 року — студент зоологічного відділення 1-го Московського державного університету.
У червні 1933 — вересні 1937 року — старший зоотехнік Спаського районного земельного відділу Горьковської області.
Член ВКП(б) з січня 1937 року.
У вересні — листопаді 1937 року — старший зоотехнік Богородського державного племінного розсадника худоби Горьковської області.
У листопаді 1937 — вересні 1938 року — головний зоотехнік  і заступник начальника управління тваринництва Горьковського обласного земельного відділу.
У вересні 1938 — лютому 1941 року — начальник обласного управління тваринництва Горьковського обласного земельного відділу. З лютого 1941 року — головний зоотехнік управління тваринництва Горьковського обласного земельного відділу.
У 1941 році закінчив три курси Горьковського сільськогосподарського інституту.
У 1941—1942 роках — у Червоній армії.
У серпні 1942 — травні 1943 року — заступник начальника, начальник обласного управління тваринництва Горьковського обласного земельного відділу.
У травні — серпні 1943 року — секретар Горьковського обласного комітету ВКП(б) із тваринництва. У серпні — жовтні 1943 року — заступник секретаря Горьковського обласного комітету ВКП(б) із тваринництва — завідувач відділу тваринництва Горьковського обласного комітету ВКП(б).
У жовтні 1943 — квітні 1946 року — інструктор сільськогосподарського відділу ЦК ВКП(б).
У квітні — вересні 1946 року — інструктор організаційно-інструкторського відділу ЦК ВКП(б).
У вересні 1946 — травні 1947 року — завідувач сектора Управління із перевірки партійних органів ЦК ВКП(б).
У травні — серпні 1947 року — помічник секретаря ЦК КП(б) України Миколи Патолічева.
У серпні 1947 — жовтні 1948 року — помічник 1-го секретаря Ростовського обласного комітету ВКП(б) Миколи Патолічева.
У жовтні 1948 — серпні 1950 року — інструктор сільськогосподарського відділу ЦК ВКП(б).
У серпні 1950 — березні 1951 року — заступник завідувача сектора тваринництва сільськогосподарського відділу ЦК ВКП(б).
У березні 1951 — серпні 1953 року — помічник завідувача сільськогосподарського відділу ЦК ВКП(б).
У 1953 році закінчив заочно Вищу партійну школу при ЦК КПРС.
У серпні 1953 — квітні 1955 року — 2-й секретар Читинського обласного комітету КПРС.
У квітні 1955 — травні 1961 року — голова виконавчого комітету Читинської обласної ради депутатів трудящих.
13 квітня 1961 — січень 1963 року — 1-й секретар Читинського обласного комітету КПРС.
У січні 1963 — грудні 1964 року — 1-й секретар Читинського сільського обласного комітету КПРС.
У грудні 1964 — 11 липня 1973 року — 1-й секретар Читинського обласного комітету КПРС.
10 липня 1973 — 18 лютого 1983 року — надзвичайний і повноважний посол СРСР у Монгольській Народній Республіці.
З лютого 1983 року — персональний пенсіонер союзного значення в Москві. 
Помер 25 вересня 1997 року. Похований на Новокунцевському цвинтарі.

## Нагороди і звання
- два ордени Леніна (1957, 1971)
- орден Жовтневої Революції (25.06.1982)
- орден Вітчизняної війни І ст. (6.11.1985)
- орден Вітчизняної війни ІІ ст. (1945)
- два ордени Трудового Червоного Прапора (1962, 1966)
- медаль «За трудову доблесть»
- надзвичайний і повноважний посол СРСР (1973)
- Почесний громадянин Читинської області (1997)